# Procosmopolites
Procosmopolites är ett släkte av skalbaggar. Procosmopolites ingår i familjen Dryophthoridae.
Kladogram enligt Catalogue of Life:
| Procosmopolites | \| \| Procosmopolites picirostris \| \| \| \| |
|                 | \| \| Procosmopolites picirostris \| \| \| \| |
|                 | Procosmopolites picirostris                   |
|                 |                                               |